# Slovník české literární fantastiky a science fiction
SLOVNÍK české literární fantastiky a science fiction je kniha encyklopedického charakteru, jejímž autorem byl Ivan Adamovič. Knihu vydalo nakladatelství R3 v roce 1995.

## Data o knize
Knihu napsal a svými fotografiemi opatřil Ivan Adamovič, úvodním slovem ji doplnil Ondřej Neff, některé statě připsal Jaroslav Olša, jr. Některá hesla napsali Zdeněk Rampas, Tomáš Štipský, Egon Čierny a Přemysl Houžvička. Grafickou úpravu navrhl Oldřich Pošmurný. Vydalo ji v roce 1995 nakladatelství R3 z Prahy 1 jako svou 60. publikaci v nákladu 3 000 výtisků. Kniha má 352 stran, je vázaná s tmavou obálkou. Doporučená cena tehdy byla 190 Kč.

## Náplň knihy
Na počátku knihy je krátký úvod od nakladatele Richarda Knota. Pak je úvodní slovo na čtyři stránky od autora knihy, kde objasňuje systém řazení hesel, své zdroje. Další úvod napsal Ondřej Neff s dějinami SF literatury a rozčlenil je do šesti kapitol (strany 11 – 23).
Hlavní částí knihy jsou hesla o 400 spisovatelích. Hesla jsou různě dlouhá a podrobná, obsahují životopis a bibliografii, malé fotografie jsou včleněny do hesel. Řazení autorů je abecední a na konci každého hesla jsou uvedeny zdroje.
Ke konci knihy je soupis autorů s nejistou národností, výčet knih se sporným zařazením, údaje o anketách a cenách. Pak je zde na třech stranách článek Jaroslava Olši jr. o české SF v krajanských a exilových vydáních. Na úplném závěru knihy je obsah a tiráž.